# Васьковская (Устьянский район)
Васьковская — деревня в Устьянском районе Архангельской области.

## География
Находится в южной части Архангельской области на расстоянии приблизительно 101 км на восток-северо-восток по прямой от административного центра района поселка Октябрьский на левом берегу реки Устья.

## История
В 1859 году в деревне Вельского уезда Вологодской губернии было учтено 34 двора. До 2022 года входила в Синицкое сельское поселение до его упразднения.

## Население
Численность населения: 247 человек (1859 год), 3 (русские 100 %) как в 2002 году, 0 в 2010.